# Oandu (Maidla)
Oandu – wieś w Estonii, w prowincji Virumaa Wschodnia, w gminie Maidla.